# Emil Graffman
Karl Emil Jesper Graffman, född 19 juli 1974 i Sankt Matteus församling i Stockholm, är en svensk teater- och filmregissör.

## Biografi
Emil Graffman är utbildad i filmregi vid statliga filmhögskolan i Lodz i Polen (1998–2004). Examensfilmen Till er tjänst sändes i SVT på nyårsafton 2004. Filmen har prisats vid flera olika internationella filmfestivaler.
Sin debut som teaterregissör gjorde han 1995 i den egna gruppen "Infernetto" med August Strindbergs drama Första varningen från 1892. Graffman har gjort flera uppmärksammade uppsättningar, bland andra Marius von Mayenburgs Den fule och Lucas Svenssons Strömming på Cattelin på Dramaten, August Strindbergs Pelikanen på Teater Galeasen och Dödsdansen på Helsingborgs stadsteater.
För Göteborgs Stadsteater har han regisserat monologen Produkten av Mark Ravenhill, Turister av Magnus Dahlström, Lyckans dar av Samuel Beckett,  Fröken Julie av August Strindberg, Hedda Gabler av Henrik Ibsen, Underkastelse av Michel Houellebecq, Lång dags färd mot natt av Eugene O'Neill samt Vildanden av Henrik Ibsen. Uppsättningen av Vildanden på Göteborgs Stadsteater beskrevs som "ett starkt koncept som resulterar i riktigt bra teater", där Graffmans scenografi har avgörande betydelse. Uppsättningen var uttagen till Scenkonstbiennalen 2023.

### Familj
Emil Graffman är son till regissören Göran Graffman och skådespelaren Monica Nordquist samt halvbror till företagsledaren Mats Graffman och skådespelaren Per Graffman. Han är också sonson till hovrättslagmannen Gösta Graffman samt brorson till läkaren Sten Graffman och konstnären Anita Graffman.

## Utmärkelser
- 2014 – Carl Åkermarks Stipendium, utdelat av Svenska Akademien

## Teater

### Regi
| År             | Produktion                                            | Upphovsmän                                                      | Teater                       |
| -------------- | ----------------------------------------------------- | --------------------------------------------------------------- | ---------------------------- |
| 1995           | Första varningen                                      | August Strindberg                                               | Teater Infernetto            |
| 1996           | Brott och brott                                       | August Strindberg                                               | Teater Infernetto            |
| 2002           | Leka med elden                                        | August Strindberg                                               | Teater Studyine, Lodz Polen  |
| 2004           | Strömming på Cattelin                                 | Emil Graffman och Lucas Svensson                                | Dramaten                     |
| 2005           | Pelikanen                                             | August Strindberg                                               | Teater Galeasen              |
| 2007           | Produkten                                             | Mark Ravenhill                                                  | Göteborgs stadsteater        |
| 2007           | Produkten                                             | Mark Ravenhill                                                  | Sveriges Radio, Radioteatern |
| 2007           | Turister                                              | Magnus Dahlström                                                | Göteborgs stadsteater        |
| 2008           | Produkten                                             | Mark Ravenhill                                                  | Dramaten                     |
| 2008           | Den fule                                              | Marius von Mayenburg                                            | Dramaten                     |
| 2011           | Dödsdansen                                            | August Strindberg                                               | Helsingborgs stadsteater     |
| 2012           | Lyckans dar                                           | Samuel Beckett                                                  | Göteborgs stadsteater        |
| 2013           | Fröken Julie                                          | August Strindberg                                               | Göteborgs stadsteater        |
| 2015           | Hedda Gabler                                          | Henrik Ibsen                                                    | Göteborgs stadsteater        |
| 2016           | Dorian Grays porträtt                                 | Oscar Wilde Bearbetning Lucas Svensson                          | Kulturhuset Stadsteatern     |
| 2018           | Underkastelse                                         | Michel Houellebecq Bearbetning Emil Graffman och Lucas Svensson | Göteborgs stadsteater        |
| 2018           | Riten                                                 | Ingmar Bergman Bearbetning Lucas Svensson och Emil Graffman     | Dramaten                     |
| 2019           | Lång dags färd mot natt Long Day's Journey into Night | Eugene O’Neill Översättning Sven Barthel                        | Göteborgs stadsteater        |
| 2022 2023 2024 | Vildanden                                             | Henrik Ibsen                                                    | Göteborgs stadsteater        |

### Scenografi
| År             | Produktion    | Upphovsmän                                                      | Regi          | Teater                | Noter                                 |
| -------------- | ------------- | --------------------------------------------------------------- | ------------- | --------------------- | ------------------------------------- |
| 2005           | Pelikanen     | August Strindberg                                               | Emil Graffman | Teater Galeasen       | Tillsammans med Sven Dahlberg         |
| 2007           | Produkten     | Mark Ravenhill                                                  | Emil Graffman | Göteborgs stadsteater | Scenografi och kostym                 |
| 2008           | Produkten     | Mark Ravenhill                                                  | Emil Graffman | Dramaten              | Scenografi och kostym                 |
| 2013           | Fröken Julie  | August Strindberg                                               | Emil Graffman | Göteborgs stadsteater | Tillsammans med Julia Przedmojska     |
| 2018           | Underkastelse | Michel Houellebecq Bearbetning Emil Graffman och Lucas Svensson | Emil Graffman | Göteborgs stadsteater | Tillsammans med Tobias Hagström-Ståhl |
| 2018           | Riten         | Ingmar Bergman Bearbetning Lucas Svensson och Emil Graffman     | Emil Graffman | Dramaten              | Scenografi                            |
| 2022 2023 2024 | Vildanden     | Henrik Ibsen                                                    | Emil Graffman | Göteborgs stadsteater | Scenografi                            |